# イタリア政府
イタリア共和国政府（イタリアきょうわこくせいふ、イタリア語: Governo della Repubblica Italiana）は、イタリア共和国の政府。民主共和制を採用し、1948年施行のイタリア共和国憲法により設置される。立法府、行政府、司法府を有し、大統領が国家元首を務める。
イタリア共和国憲法第1条には以下のように記載されている。「イタリアは、労働に基礎を置く民主共和国である。主権は国民に存し、憲法の定める形式及び制限の中でこれを行使する。」
この条文では1946年6月12日に実施された王政廃止に関する国民投票の結果を受け、イタリアが民主共和国であることを宣言している。すなわち国家が王族によって世襲されるものではなく、すべての人々の持ち物（レス・プブリカ）であるということである。
また、一時的に行政権を担う政治家たちは国家の所有者ではなく奉仕者である。そして国家は平民によってではなく市民によって統治される。そして国家全体の意思決定の根拠となる主権は民主制の帰結として人民に属する。しかしこの権力は衆愚政治によってではなく、法の支配によって構成される。

## 国家元首

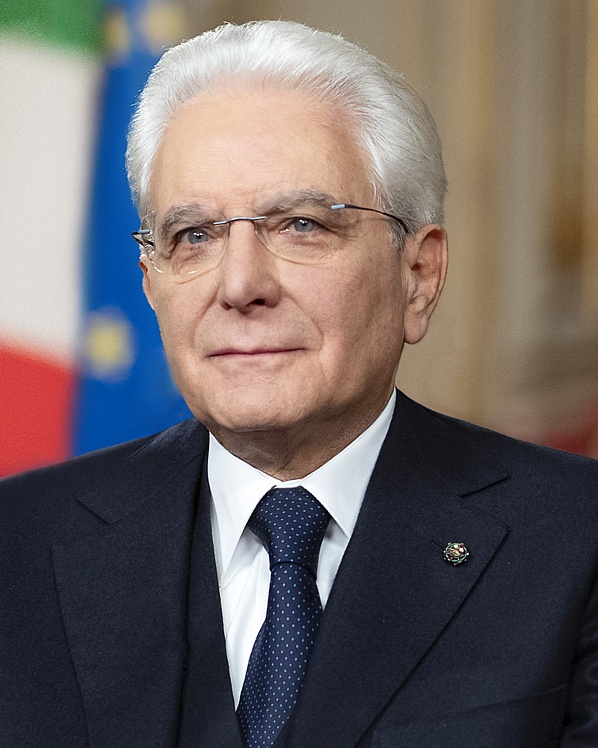
セルジョ・マッタレッラ
第12代共和国大統領
（2015年2月3日就任）

国家元首である共和国大統領は国家統一の象徴であり、国王が有していた多くの権限を引き継いだ。国会議員と州議会議員らによる投票によって選出され、首相を任命する権限を有する。また、戦争時には軍の最高指揮官となる。
大統領は全上院議員、全下院議員、各州の州議会議員3名ずつによって構成される上下両院合同会議における選挙により、７年ごとに選出される。州議会議員については少数派の代表を保証するため、各州議会で選出される。当選には3分の2の得票が必要だが、3回目の投票で決まらない場合、4回目以降は単純過半数まで必要な得票数が緩和される。なお、歴代大統領のうち1度目の投票で選出されたのは8代目のフランチェスコ・コッシガと10代目のカルロ・アツェリオ・チャンピのみである。その後チャンピは2006年5月10日に選出されたジョルジョ・ナポリターノの大統領就任によりその役目を終えた。憲法上の再選規定は設けられていないが、ナポリターノが2013年に再選されるまでは過去に再選の例はなかった。
共和国憲法に記載された被選挙権は、選挙日の時点で50歳以上であり、かつ市民権を有する市民であること。また、権力分立の観点から他の三権の長と兼務することはできない。またその報酬と権限については憲法により定められている。
具体的な権限は以下の通り。
- 議会に教書を送り、閣僚評議会（英語版、イタリア語版）から提出された法案を承認し、法律、法令、および規則を公布する。
- 上下両院からなる議会の両方またはいずれか一方を解散する。ただし、任期最後の6か月間はこの権限を有しない。
- 憲法で定められるところにより国民投票を公布する。
- 法律により、州の行政官を任命する。
- 外交使節に信任を与え、これを接受する。また議会の承認ののち、国際条約を批准する。
- 議会の同意の上、国軍の最高司令官として宣戦布告を行う。
- 恩赦および減刑、そして栄典の授与を行う。

大統領はまた、最高司法評議会と最高国防評議会を主宰する。通常、大統領は政治から一定の距離を置き、政治的手続きに関わるすべての人を制度的に保証する。また大統領は、その職務中の行動について原則的に訴追されることはない。ただし、反逆罪または憲法違反に該当する行為を行った場合、大統領は国会議員の絶対多数による合同会議により弾劾される場合がある。

## 立法府
参政権を保障する共和国憲法第48条の規定により、国民は選挙で選出された議員によって構成されるイタリア議会を通じて権力を行使する（間接民主主義）。
憲法第48条投票権を保障しており、国民は議会で選出された代表者を通じて権力を行使する。議会は二院制で、代議院（下院）と元老院（上院）によって構成されている。なお、任期は両院ともに5年である。
代議院の議員は、18歳以上の有権者による直接普通選挙によって選出される。議席数は630で、うち12議席は国外在住者に割り当てられている。被選挙権は選挙日の時点で25歳以上の有権者全員に与えられる。
元老院議員も代議院議員と同じく18 歳以上の有権者による直接普通選挙によって選出される。議席数は315で、うち6議席が国外在住者に割り当てられている。また大統領によって最大5名まで任命される名誉市民や大統領経験者など、ごく少数の終身上院議員も存在する。被選挙権は選挙日の時点で40歳以上の有権者全員に与えられる。上院は地域代表としての性格が強く、州ごとの比例代表制で議席の多くが選出される。

## 行政府

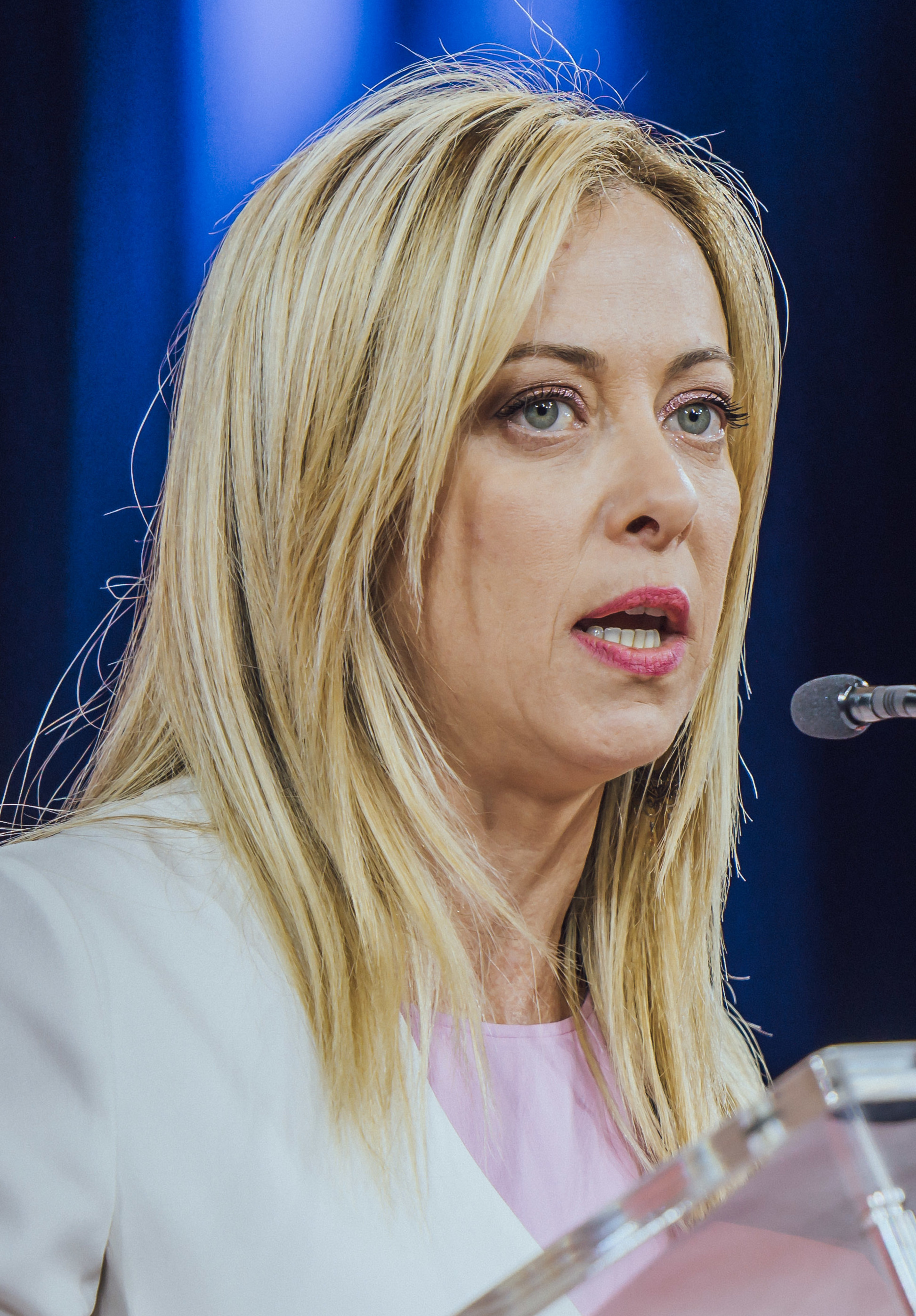
ジョルジャ・メローニ
第68代閣僚評議会議長（2022年10月22日就任）

イタリア憲法は、首相と閣僚により構成される閣僚評議会を設置する。首相は大統領によって任命され、また大統領は首相の提案に基づいて閣僚らを任命する。首相には通常、議会で多数派を握る連立政権の長が任命されるが、レッタ内閣からレンツィ内閣へ移行した際のように連立政権が役割を果たせなかった結果別の首相が任命される場合もある。また、政治的危機の結果大統領から挙国一致内閣を組閣するよう指示されたジュゼッペ・コンテのような例もある。さらには与党から造反者が多数出た結果組閣されたモンティ内閣のような例もある。いずれにせよ、閣僚評議会は両院の信任を得る必要があり、これによって行政府は正統性を得る。
多数派連合が政府を支持しなくなった場合、議会は不信任議決権を行使して首相を解任することができる。その際には大統領が議会の支持を得て新内閣を組閣できる別の首相を任命するか、議会を解散して総選挙を実施することができる。特定の閣僚が議会の支持を得られない場合には、同じ首相の下で内閣改造を行うこともできる。共和国成立後、現在までに19回議会が結成され、44回首相が任命され、67回内閣が組閣された。

## 司法府
共和国憲法には、司法は国民の名において執行され、裁判官は法のみに従うという規定がある。したがって、司法は完全に自律し、他の立法府や行政府から独立している。ただし、閣僚評議会に属する法務大臣は司法府の組織とその機能に責任を有し、裁判官に対する懲戒処分を始める権限を有している。最終的には大統領が主宰する最高司法評議会が権限を有する。
イタリアの法体系はローマ法、ナポレオン法典そしてその他の法律を基礎とする。その内容は当事者主義と弾劾主義を基礎とする大陸法体系だが、当事者主義が採用されたのは1988年になってからである。上訴は2度まで行うことができ、第3審を行う裁判所は終審裁判所となる。
法律の違憲審査は、共和国憲法によって定められた特定の条件下でのみ行われる。憲法第134条によると、憲法裁判所は以下のような裁判にのみ判決を出すことができる。
- 州および地方行政区画によって制定された法律等の合憲性に関するもの。
- 州権限の割り当てや、州と地方行政区画の間の権限、および行政区画間の権限の割り当てによって生じる紛争。
- 大統領に対する訴追。

憲法裁判所は15名の裁判官によって構成され、互選によって裁判長が選出される。15名のうち5名は大統領が任命し、ほかの5名は議会から選出され、そして最後の5名は裁判所内で選出する。この憲法裁判所は法律の合憲性を審査するものであり、第二次世界大戦後に創設された。
憲法裁判所は、主に「法秩序を保護するため、そして個人の基本的人権を擁護するための機関として」設立された。 この裁判所は一般的に「州および地方行政区画によって制定された法的効力を有する法律」に対する違憲審査権のみを有し、行政行為や規制、議会規則を審査する権限は有していない。
また2014年11月には国際司法裁判所（ICC）による強制管轄権を受け入れた。